# Варда (приток Пинеги)
Варда — река в Архангельской области России. Протекает в Пинежском районе. Длина реки — 38 км. Правый приток реки Пинеги. Впадает в Пинегу в 287 км от устья последней. Относится к бассейну Северной Двины, Двинско-Печорскому бассейновому округу
На реке у впадении ее в Пинегу расположены следующие населённые пункты:
- Вайнуша и
- Айнова

В рамках планов по развитию железнодорожной инфраструктуры Арктики было запроектировано строительство магистрали «Белкомур» и её линии Карпогоры — Вендинга с мостом через Варду. Длина моста — 124 м. В 2002 году строительство объектов «Белкомура» было приостановлено из-за нехватки средств